# Heba
Heba (/ ˈhiːbiː /; grško: Ἥβη) je v starogrški religiji boginja mladosti ali življenjske dobe  (rimski ekvivalent: Juventas). Je hči Zevsa in njegove starejše sestre Here. Heba je stregla pijačo bogovom in boginjam na Olimpu, servirala je nektar in ambrozijo, dokler se ni poročila s Heraklejem (rimski ekvivalent: Herkul); njen naslednik je bil božanski junak Ganimed. Iz tega razloga je še en njen naslov Ganimeda, kar pomeni 'razveseljujoča princesa'. Hebo so v Sikionu častili kot boginjo odpuščanja ali usmiljenja.
Heba je imela vpliv na večno mladost in sposobnost obnavljanja mladosti smrtnikom, moč, ki se zdi ekskluzivna, tako kot v Ovidovih Metamorfozah nekateri bogovi obžalujejo staranje svojih favoriziranih smrtnikov. Po Filostratu starejšem je bila Heba najmlajša med bogovi in odgovorna za njihovo ohranjanje večno mladih, zato so jo najbolj častili. [6] Njena vloga zagotavljanja večne mladosti drugim bogovom ustreza njeni vlogi strežnika, saj je beseda ambrosia povezana z morebitnim proto-indoevropskim prevodom, povezanim z nesmrtnostjo, neumrljivostjo in življenjsko silo. V umetnosti jo običajno vidijo z očetom v preobleki orla, ki mu pogosto ponuja skodelico. Ta upodobitev je vidna tako v klasičnih graviranih draguljih kot tudi v kasnejši umetnosti. Orli so bili povezani z nesmrtnostjo in v folklori je veljalo prepričanje, da se orel (tako kot feniks) lahko obnovi v mladostno stanje, zaradi česar je povezava s Hebo logična.

## Etimologija
Stara grščina: ἥβη je podedovana beseda za 'mladost', iz proto-indoevropske (H)iēgw-eh2-, 'mladost, moč'.
Ime Heba izhaja iz grške besede za 'mladost' ali 'praživljenjsko življenje'. Juventus prav tako pomeni 'mladost', kot je razvidno iz izpeljank, kot je juvenile.

## Mitologija
Heba je bila Zevsova hči in njegove starejše sestre Here, v mitu pa so jo videli kot marljivo hčerko, ki je opravljala domače naloge, značilne za visoko uvrščene neporočene deklice v starodavni Grčiji. V Iliadi je opravljala naloge v gospodinjstvu, na primer točenje kopeli za svojega brata Aresa  in pomoč Heri pri vstopu v njen voz. Pindar jo v Nemean Ode 10 omenja kot najlepšo boginjo, ki je vedno ob njeni materi na Olimpu. Čeprav ni bila tako močno povezana z očetom, je bila Heba občasno omenjena z epitetom Dia, ki ga lahko prevedemo v 'Zevsovo hčerko' ali 'nebeško'. V nekaterih izročilih, ki jih je zapisal Servij, ji je oče Zevs podaril dva goloba s človeškimi glasovi, eden pa je odletel tja, kjer naj bi bil ustanovljen Dodonov orakelj. Poleg tega je bila Heba pogosto povezana z Afrodito, s katero so jo opisali, da pleše in deluje kot njena glasnica ali spremljevalka, ki povezuje klasično povezavo med lepoto in 'razcvetom mladosti'. V Evripidovi predstavi Orest naj bi Helena sedela na prestolu poleg Here in Hebe, ko je dobila nesmrtnost.
Ena od njenih vlog je biti strežnica bogov in jim služiti ambrozijo in nektar. V klasičnih virih je bil Hebin odstop od te vloge posledica poroke z junakom Heraklejem. Kljub temu Heba v Iliadi služi vsem bogovom na njihovem nebeškem prazniku, ko je bil Ganimed izključno Zevsov vinolivec. Poleg tega se zdi, da Cicero nakazuje, da bi lahko Heba ali Ganimed, ki je običajno videti kot njen naslednik, služil v vlogi natakarja na nebeškem prazniku.
V redki, alternativni različici Hebine zasnove je njena mati Hera zanosila zgolj z jedjo zelene solate, medtem ko je jedla s svojim olimpijcem Apolonom. To različico je zapisal sloviti italijanski mitograf Natalis Comes. Rekonstruirana orfična verovanja lahko predstavljajo tudi drugačno različico Herine zanositve s Hebo. Ne smemo pozabiti, da je ta različica mita o Hebinem rojstvu špekulativna rekonstrukcija in zato verjetno ne predstavlja, kako je bil mit znan prvotni publiki. V tej različici je Hera iskala način, kako zanositi brez Zevsove pomoči, tako da je potovala v kraljestvo Okeana in Tetide na koncu sveta. Tam je vstopila na vrt Flore in se dotaknila edine, brezimne rastline iz dežele Olene in zanosila z Aresom. Hera se je vrnila na vrt kmalu po njenem rojstvu in jedla solato, da bi zanosila s Hebo.  Uživanje solate v stari Grčiji je bilo povezano s spolno impotenco pri moških in ženskah, Plutarh pa je zapisal, da ženske nikoli ne bi smele jesti srca solate. Poleg tega je bila solata povezana s smrtjo, saj je Afrodita umirajočega Adonisa položila v obliž, da bi mu lahko pomagala pri njegovi obnovi. Kljub tem pomislekom je bilo tudi mnenje, da je solata koristila menstrualnemu toku in laktaciji pri ženskah, značilnosti, ki lahko rastlino povezujejo z materinstvom. Na to različico Hebejinega očetovstva se sklicuje ameriški avtor Henry David Thoreau v svojem delu Walden, kjer je Heba opisana kot hči Junone in divje solate.
Delček Kalimaha opisuje Hero, ki je praznovala sedmi dan po rojstvu hčere Hebe. Bogovi se prijateljsko prepirajo, kdo bo dal najboljše darilo, pri čemer so Atena, Pozejdon, Apolon in Hefajst posebej omenjali, da predstavljajo igrače ali, kot v Apolonovem primeru, pesmi. Kalimah, ki je sestavil pesem za praznovanje sedmega dne po rojstvu hčere svojemu prijatelju Leonu, je Apolonov dar pesmi uporabil kot božanski prototip za svoj dar.
Kot Heraklejeva nevesta je bila Heba v umetnosti in literaturi močno povezana z nevestami in njihovimi možmi. Heba je bila pokrovitelj neveste, ker je bila Herina hči in pomembna lastna poroka. Na nekaterih upodobitvah na vaznih slikah, kot je Riccijeva Hidrija, datirana približno v 525 pr. n. št., Heba vozi kočijo in je tista, ki je svojega prihodnjega moža Herakleja pripeljala na Olimp z Zemlje ob njegovi apoteozi, ki jo je Atena tradicionalno izpolnjevala. Krater v muzeju v Clevelandu upodoblja Hebo v kočiji, ki je pripravljena zapustiti Olimp, da bi v prisotnosti njene matere Artemide in Apolona prišla do moža. Izgubljena komična igra Hebes Gamos ('Hebejina poroka') Epiharma s Kosa je upodobila poročni praznik Hebe in Herakleja. V Teokritovem Enkomium Ptolemaja Filadelfa Heraklej obeduje s Ptolemajem I. in Aleksandrom na pojedini na Olimpu in potem, ko je napolnil nektar, jima podari svoj lok in puščice ter palico in odide v Hebejino sobo. Tu je par predstavljen kot ena od paradigem poroke Filadelfa in Arsinoe s Heraklejem, ki se je umakne v Hebejino sobo v sceni, ki spominja na poroko. Katul se v Poem 68 pozitivno sklicuje na zakonito Heraklejevo poroko z deviško boginjo Hebo, v nasprotju s pesnikovo skrivno afero s poročeno žensko. Propertij se tudi sklicuje na Herakleja, ki je do Hebe po njegovem smrti na gori Oeta čutil žgočo ljubezen, kar je spremenilo tradicionalni mit, po katerem se Heraklej poroči s Hebo po vzponu k božanskemu. Hebejina vloga zaščitnice nevest je navedena v Epitalamionu Edmunda Spenserja, kjer jo pesem povezuje tudi s plodnostjo neveste.
Heba je imela s Heraklejem dva otroka: Aleksiaresa in Aniceta. Čeprav o teh božanstvih ni znanega nič drugega kot njuni imeni, obstaja Kalimahov odlomek, ki se sklicuje na Ejleitijo, Hebino sestro in boginjo poroda, ki jo spremlja med porodom.
Po mnenju nekaterih klasičnih avtorjev je bila Heba povezana z ohranjanjem mladosti in nesmrtnosti drugih bogov. Filostrat starejši trdi, da je ona razlog, da so drugi bogovi večno mladi, Bacchylides trdi, da je Heba kot princesa (basileia) odgovorna za nesmrtnost. To je še ena utemeljitev njene poroke s Heraklejem, saj zagotavlja ne le njegovo nesmrtnost, temveč tudi večno mladost, ki v mitih, kot na primer pri Titonu, ni bila enakovredna. V Evripidovi igri Heracleidae in v Ovidovih Metamorfozah Heba ugodi Iolausovi želji, da bi spet postal mlad, da bi se boril proti Euristeju.

## Kult
Heba je bila še posebej povezana s čaščenjem njene matere Here v Argosu v Herajonu, enem glavnih centrov čaščenja Here v Grčiji. Rečeno je bilo, da je bila Heba upodobljena kot kip iz slonovine in zlata, kako stoji ob zelo velikem kipu Here, ki je upodabljala boginjo, ki je držala granatno jabolko in žezlo z kukavico na vrhu. Relief iz srebra nad oltarjem je prikazal poroko Hebe in Herakleja. Obe upodobitvi sta izgubljeni, najdeni pa so kovanci Argive, ki prikazujeta ta dva kipa drugega ob drugem. Možno je, da so Hebo častili kot deviški vidik Here ali da je bilo njeno čaščenje pri materi podobno kot pri Demetre in Perzefone, saj sta obe lahko predstavljali krog ponovnega rojstva in obnove. Nekateri učenjaki trdijo, da je bil eden od Herinih templjev v Pestumu morda posvečen Heri in Hebi, ne pa Heri in Zevsu, kar je bolj splošno soglasje. Znanstveniki opozarjajo na brezglavo doprsje dobro oblečene mlade deklice, ki je morda služilo kot antefiks ali akroterij templja, kot da bi lahko predstavljalo Hebo. Heba je bila upodobljena tudi skupaj z Ateno, kako stoji poleg sedečega kipa Here v Herinem templju v Mantineji v Arkadiji, kiparja Praksitela.
Zdi se, da so ga tudi Hebo častili skupaj z drugimi osebnostmi. Obstaja zapis o svečenici iz deme Aexone, ki je služila tako Hebi kot Alkmeni, ki je bila za svojo službo nagrajena s krono oljčnih listov. Elijan se sklicuje tudi na Hebo, ki jo častijo v templju, ki je bil v bližini templja, posvečenega njenemu zakoncu Herakleju na neznani lokaciji. V templjih, ki jih je ločeval kanal, so bili v Heraklejevem templju petelini, v Hebejinem pa kokoši. Piščanci niso bili pogosto povezani z nobenim božanstvom in bolj značilno z Apolonom.  Nekateri učenjaki so navedli, da je bil Apolon v Asiriji še posebej povezan s Hebo.

## Antična umetnost
V umetnosti je Heba po navadi upodobljena v obleki brez rokavov, običajno je bila upodobljena z enim ali obema staršema na poročni slovesnosti ali z Afrodito.
Hebo so občasno upodabljali s krili, kar je pri sodobnih učenjakih povzročilo zmedo glede tega, ali so upodobitve krilatih spremljevalk Hebe, Iris ali Nike. Ena potrjena upodobitev Hebe s krili, kot jo določa Η nad glavo figure, na Sosiasovi skodelici. Heba je domnevno med ustoličenima staršema, ko čaka na svojega bodočega moža Herakleja, ki so ga proti njej napotili Atena, Apolon in Hermes. Druga opazna upodobitev krilate Hebe je slikar Castelgiorgio na skodelici, ki jo analogno z Zevsom poveže z materjo in Ganimedom; Ares stoji v središču scene, kar kaže na družinsko harmonijo.
Možno je, da je ena izmed krilatih figur s Partenonskega pedimenta v Britanskem muzeju, saj je lik spremljevalka Here in je blizu Zevsa in Aresa.  Figura bi lahko predstavljala tudi Iris ali Nike, vendar kontekstualni dokazi verjetno naredijo identifikacijo Hebe bolj verjetno. Upodobitev Erosa z njegovo materjo Afrodito na istem frizu je bila izenačena s Hebinim položajem do Here, saj se zdi, da je skupina pozorna na mlade deklice, ki se približujejo z desne strani vzhodnega friza. Oba para sta bila povezana z ljubeznijo oziroma poroko, kar bi namigovalo na mlade deklice, ki bi se kmalu poročile. Druga možna povezava med paroma je, da sta Heba in Eros upodobljena kot otroka, ki sta še vedno odvisna od svojih mater in sta zaradi tega blizu njih. Identifikacija figure kot Heba bi bila smiselna tudi zaradi bližine Zevsa in Aresa, njenega očeta in brata. Ares in Heba sta tukaj predstavljena kot produkt zakonite zakonske zveze, ki krepita sveto poroko med Zevsom in Hero, kar daje primer plodne poroke s smrtnim parom, prikazanim v središču vzhodnega friza.
Heba je bila morda akroterij v templju Aresa na Atenski agori. Heba je bil morda upodobljena tudi na razdrobljenem votivnem reliefu, ki je bil izkopan v bližini Erehtejona, na katerem je prikazano, da je Herakleja okronala Nike, ki levo roko položi okoli ramen druge boginje. Vendar Heba ni bila povezana z Niko, zaradi česar je večina učenjakov verjela, da je ta boginja Atena.
Kot boginjo nevest so Hebo pogosto upodabljali v poročnih prizorih. Opazna upodobitev prihaja iz arhaičnih atičnih črnih figur iz leta 580 - 570 pr. n. št., ki se pripisuje Sofilu in je v Britanskem muzeju, prikazuje Hebo kot del božje procesije, ki prihaja v hišo Peleja, da bi praznovala njegovo poroko s Tetido. Tu je Heba najpomembnejša boginja v procesiji, ki se pojavi sama in brez ogrinjala, ki pokriva ramena, kot večina drugih boginj, ki se je udeležijo. Nosi dodelano obleko z vzorci živali in geometrijskih oblik ter uhane. Kaže, da so ji lasje vezani s tremi pletenicami, ki se nosijo čez ramo. Njen ugleden položaj je lahko posledica njene povezanosti s prazniki, zavetnice nevest ali pa zato, ker se smrtnik moški poroči z boginjo in se sklicuje svojo lastno poroko na Heraklejem. Heba je tudi pomembna oseba na epinetronu iz 5. stoletja avtorja slikarja iz Eretrie, ki prikazuje priprave na poroko Harmonije. Nevesta sedi v središču scene na stolu in je obkrožena s prijatelji, ki jo pripravijo na njeno poroko, nadzoruje jo njena mati Afrodita. Upodobitev krepi povezanost Hebe s porokami in nevestami.

## V post-klasični umetnosti
Heba je bila v času od približno 1750 do 1880 izjemno priljubljena umetniška tematika, ki je pritegnila malo umetniške pozornosti pred ali po tem. V poznejšem obdobju so bile številne upodobitve ženskih portretov kot Heba, za katere so bile najmanj potrebne le modifikacije običajnega kostuma tekoča bela obleka, nekaj rož v laseh in skodelica za natakanje. Večina umetnikov je dodala orla in postavitev med oblake. V francoščini je bil za kostum poseben izraz en Hébé. Poosebitev se pojavlja v slogu rokoko, Grand Manner in neoklasicizmu. Tudi nekateri zelo aristokratski modeli so dopuščali določeno stopnjo golote, na primer izpostavljanje ene same dojke, čeprav je bila ta pri portretnih upodobitvah pogosto veliko večja.
Jean-Marc Nattier je leta 1737 kot Hebo naslikal rohansko princeso , in nato kraljevo Louise Henriette  Bourbonsko, vojvodinjo Orléansko (1744) in drugo vojvodinjo istega leta kot Hebo, slednjo z izpostavljenimi prsmi. François-Hubert Drouais je naslikal Marijo Antoaneto, ko sta Dauphine, en Hébé leta 1773, Angelica Kauffman in Gaspare Landi naslikala več Hebe. Ugledni Mercure de France je Marijo Antoaneto ob poroki nagovoril kot Hebo. Louise Élisabeth Vigée Le Brun v svojih spominih pripoveduje, kako je 16-letno gospodično Anno Pitt, hčerko Thomasa Pitta, lorda Camelforda, kot Hebo v Rimu naslikal s pravim orlom, ki si ga je sposodil od kardinala de Bernisa. Ptica je bila besna, ker so jo zaprli v atelje in jo močno prestrašila, čeprav je na sliki (danes v muzeju Ermitaž) videti razmeroma neškodljivo. Popolnoma gola upodobitev Ignaza Unterbergerja je na Dunaju leta 1795 doživela velik uspeh in jo je za precejšen znesek kupil cesar Franc I. umetnik je bil tudi dvorni slikar.
V kiparstvu je Heba začela nekoliko kasneje uspevati kot tema, vendar se je nadaljeval dlje. Hubert Gerhard je leta 1590 ustvaril zgodnji kip Hebe, ki je trenutno na ogled na Umetnostnem inštitutu v Detroitu, na katerem je upodobljena gola, v eni roki drži obleko, v drugi pa skodelico, dvignjeno nad glavo. Z eno nogo se naslanja na želvo, gesta, povezana z Afrodito Uranijo. Antonio Canova je izklesal štiri različne različice svojega kipa Hebe, veliko pa je tudi kasnejših kopij. Ta ni imela spremljevalnega orla, a vključitev ptice je bil izziv, ki ga je sprejelo več kasnejših kiparjev. Izdelano marmorno skupino z golo Hebo in orlom s širokimi krili je leta 1852 naredil ostareli François Rude, nedokončana pa z njegovo smrtjo leta 1855. Končala ga je njegova vdova in še ena, ki je zdaj v Musée des Beaux-Arts de Dijon in je bila zelo priljubljena v bronastih različicah, ena v Čikagu. Albert-Ernest Carrier-Belleuse je ustvaril še eno spektakularno skupino z orlom, ki je stal nad spečo Hebo (1869, zdaj Musée d'Orsay, Pariz). Jean Coulon (1853–1923) je okrog leta 1886 ustvaril skupino z različicami v Musée des Beaux-Arts de Nice, Nici in Stanfordskem muzeju v Kaliforniji.
Še posebej v Ameriki so bile slike Hebe priljubljene v poznem 19. stoletju in na začetku 20. stoletja za vrtne vodnjake, kipi pa so bili široko dostopni iz litega kamna (vrsta betona). 
- Pierre Gobert, pred 1744, Charlotte Aglaé d'Orléans, hči Filipa II., vojvode Orléansskega, regenta Francije
- Gavin Hamilton, 1767
- François-Hubert Drouais, Marija Antoaineta kot Héba, 1773
- Joshua Reynolds, 1785, Mrs. Musters kot Heba
- Gaspare Landi 1790, model
- Elisabeth Vigée-Lebrun, Portret Anne Pitt kot Heba, 1792
- Princesa Teofila Radziwiłł, žena Dominika Hieronima Radziwiłła, avtor Józef Peszka, 1802–06
- Charles Picqué, 1826
- Dijonska marmorna skupina, François Rude
- Jean Coulon, okoli 1886
- Carolus-Duran; običajno portretist, toda ne tukaj
- Heba Jacquesa Louisa Duboisa, 19. st.